# Le Hézo
 (mai 2022).
Si vous disposez d'ouvrages ou d'articles de référence ou si vous connaissez des sites web de qualité traitant du thème abordé ici, merci de compléter l'article en donnant les références utiles à sa vérifiabilité et en les liant à la section « Notes et références ».
Le Hézo [ləezo] est une commune française située dans le département du Morbihan, en région Bretagne. Il appartient au Browereg ou pays de Vannes.

## Toponymie
Le Hézo, site d'une chapelle, en breton moderne Hezou est à rapprocher du vieux-breton hed /heδ/ signifiant "pacifique", "calme", "tranquille". -ou marque un dérivé ou un pluriel (-où).

## Géographie
Le Hézo fait partie du Parc naturel régional du golfe du Morbihan.
| Séné        | Theix-Noyalo |        |
|             | Hézo         | Surzur |
| Saint-Armel |              |        |

### Situation
Le Hézo est  une commune française du département du Morbihan dans la région Bretagne située à 18 km de Vannes et 8 km de Sarzeau, à l'entrée de la presqu'île de Rhuys au bord du golfe du Morbihan. C'est la plus petite commune du canton de Vannes-est de par sa superficie. Les communes voisines sont : Surzur, à 6 km, Saint-Armel à 1 km, Noyalo à 5 km, et, sur l'autre rive, Séné à plus de 15 km par la route.

### Hydrographie
Pour un article plus général, voir Réseau hydrographique du Morbihan.
La commune est située dans le bassin Loire-Bretagne. Elle est drainée par le Sarzeau et divers autres petits cours d'eau,.

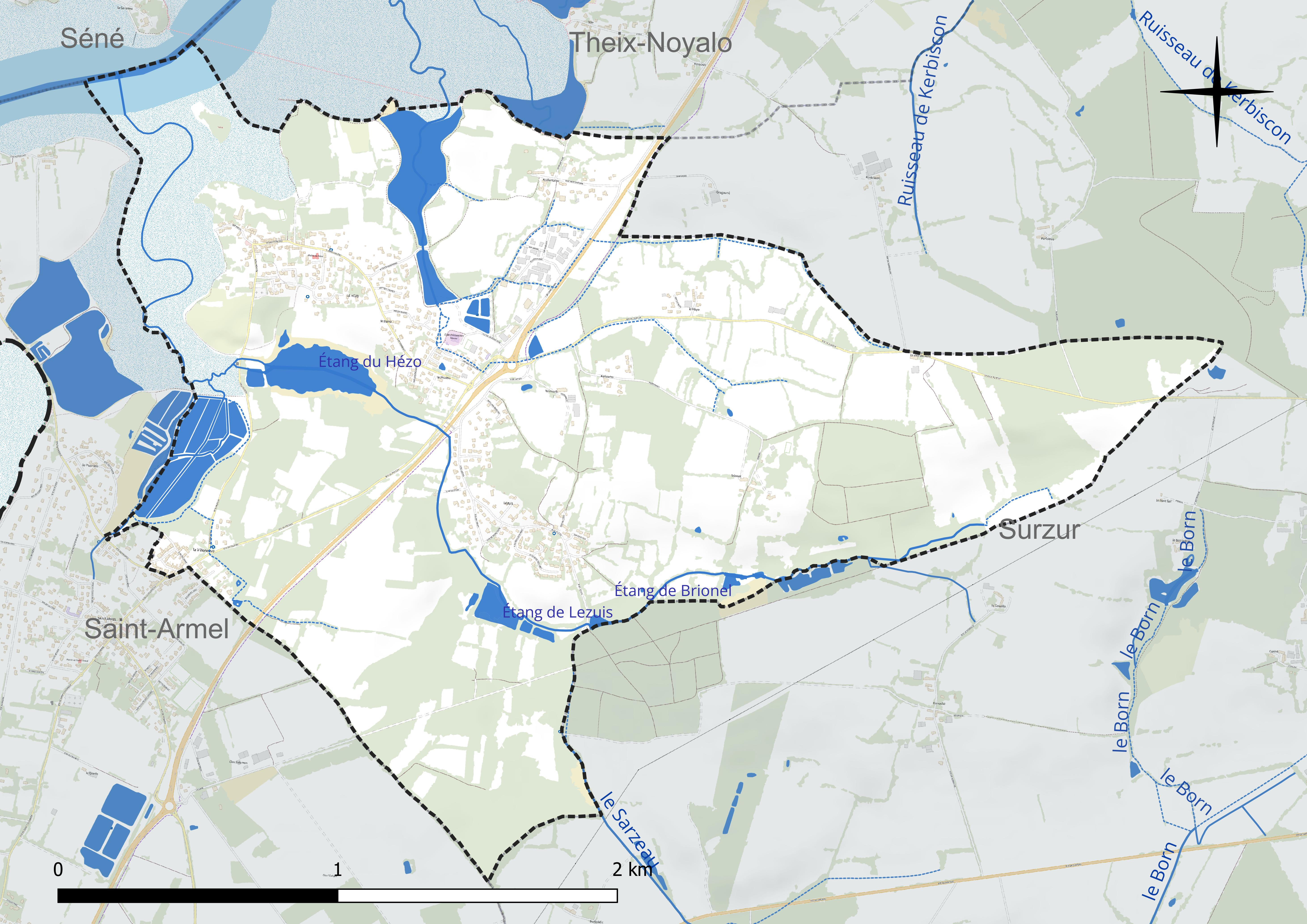
Réseau hydrographique du Le Hézo.

Trois plans d'eau complètent le réseau hydrographique : l'étang de Brionel (0,28 ha), l'étang de Lezuis, d'une superficie totale de 0,2 ha (0,19 ha sur la commune) et l'étang du Hézo (5,28 ha),.

### Climat
Pour des articles plus généraux, voir Climat de la Bretagne et Climat du Morbihan.
En 2010, le climat de la commune est de type climat océanique franc, selon une étude du CNRS s'appuyant sur une série de données couvrant la période 1971-2000. En 2020, Météo-France publie une typologie des climats de la France métropolitaine dans laquelle la commune est exposée à un climat océanique et est dans la région climatique  Bretagne orientale et méridionale, Pays nantais, Vendée, caractérisée par une faible pluviométrie en été et une bonne insolation. Parallèlement l'observatoire de l'environnement en Bretagne publie en 2020 un zonage climatique de la région Bretagne, s'appuyant sur des données de Météo-France de 2009. La commune est, selon ce zonage, dans la zone « Littoral doux », exposée à un climat venté avec des étés cléments.  
Pour la période 1971-2000, la température annuelle moyenne est de 12,1 °C, avec une amplitude thermique annuelle de 11,8 °C. Le cumul annuel moyen de précipitations est de 802 mm, avec 12,5 jours de précipitations en janvier et 6,1 jours en juillet. Pour la période 1991-2020, la température moyenne annuelle observée sur la station météorologique la plus proche, située sur la commune de Séné à 5 km à vol d'oiseau, est de 12,6 °C et le cumul annuel moyen de précipitations est de 899,0 mm,. Pour l'avenir, les paramètres climatiques de la commune estimés pour 2050 selon différents scénarios d’émission de gaz à effet de serre sont consultables sur un site dédié publié par Météo-France en novembre 2022.

### Géologie
Les relevés géologiques montrent que le sol du Hézo est composé en grande partie de roches migmatites et de granites caractéristiques d’une ancienne chaîne de montagne aujourd’hui érodée et disparue : la chaîne hercynienne.

### Accès et transports

#### Voies routières
La commune est traversée de part en part par la très fréquentée route départementale 780, voie d'accès à la presqu'île de Rhuys.

#### Pistes cyclables
Le plan vélo de Golfe du Morbihan - Vannes Agglomération s'applique à la commune. Au Hézo, une voie cyclable longe la RD780 de Noyalo à Saint-Armel; avec des prolongations sur ces communes. Des sentiers pédestres peuvent également être empruntés par les vélos dans le hameau de Lezuis, ce parcours utilisant l'ancienne voie de chemin de fer.

#### Transports en commun
La ligne de bus périurbaine Kicéo 24 gérée par Golfe du Morbihan - Vannes agglomération relie Le Hézo avec la ville de Vannes, l'arrêt est situé à l'entrée du village sur la D 780 ou à la gare routière du Hezo (50 m  de la D 780)

### Hameaux, lieux-dits et écarts
- Hameaux : Brionnel, Hayo, Kerfontaine, Lezuis, la Villeneuve.

## Histoire
La découverte des ruines d'une villa romaine sur la commune du Hézo permet de supposer qu'à l'époque gallo-romaine ces terres devaient appartenir à un riche propriétaire terrien et donc rattachées à son domus, la présence d'une vieille route pavée aujourd'hui presque disparue pourrait confirmer cela. Cette voie est encore visible au lieu-dit Kerfontaine. Le domaine romain ne se transforma pas en domaine carolingien, ni plus tard en seigneurie banale. Dépendant directement du roi, puis du duc de Bretagne, ces terres furent cédées à l'abbaye Saint-Gildas de Rhuys en 1247 par le duc Jean Ier en échange de la levée des sanctions épiscopales à la suite de son intervention dans la gestion du diocèse de Nantes. Le prieuré de Saint-Vincent, créé au début du XIe siècle, s'adossait à une chapelle consacrée à saint Vincent, diacre, martyr et saint patron des vignerons (Le Hézo étant depuis l'occupation romaine l'un des seuls endroits où l'on cultivait la vigne en Bretagne). Le prieuré était chargé de l'administration et de l'encadrement de la population sur les terres hézotines au Moyen Âge. Son rôle était important, il détenait le pouvoir, comme l'abbaye de Saint-Gildas dont il dépendait, de rendre haute, moyenne et basse justice. À cet effet, le prieur avait près de lui une jour de justice composée d'un sénéchal, d'un procureur fiscal, d'un greffier et de notaires. Un pilier de justice était planté devant le prieuré. Le 6 août 1689, sur le désir de Mgr d'Argouges, le prieur de Saint-Gildas consent l'union du  prieuré  à la juridiction du séminaire de Vannes et à partir du XVIIIe siècle ce sont les représentants de l'autorité royale qui s'occupent des affaires administratives et de la justice.
Au Moyen Âge, deux moulins étaient en service sur Le Hézo. Un moulin à vent, dont aujourd'hui seules quelques photos, des ruines circulaires et une marque sur le cadastre attestent de la présence, aurait été détruit en 1926. Très proche de lui, construit sur un étier un moulin à marée est encore très visible. Il fonctionnait avec deux roues, l'un dans le sens de la marée montante et l'autre dans le sens de la marée descendante. On ignore la date de sa création, mais on suppose que son existence aura couvert plusieurs siècles. Sous l'Ancien Régime, seules les abbayes avaient le droit de mouture dans la province ; il est donc vraisemblable que son édification soit concomitante à la création du prieuré. Le dernier meunier est parti en 1952. Aujourd'hui, le moulin est une résidence secondaire. Si son aspect vu de la digue est assez préservé et apprécié, il n'en est pas de même côté mer ou des lucarnes mal venues défigurent le moulin.
Les terres du Hézo sont rachetées par le comte de Salins à la Révolution en 1789, le Hézo devient une commune en 1790 lors de la réorganisation territoriale du gouvernement révolutionnaire puis sous l'Empire. Les premières cartes précises de la commune du Hézo, comme le cadastre, remontent à la période napoléonienne. En 1820, le Hézo est séparé de la paroisse de Surzur.
Durant la Seconde Guerre mondiale, la Wehrmacht occupe le village à partir de juin 1940. La Kommandantur était située dans le village voisin de Saint-Armel, aucune exaction ne fut commise durant la période d'occupation. Il semblerait que les soldats présents au village entre 1940 et 1944 étaient issus du XXV Armee Korp de la 7e armée. Entre mai et août 1944, les soldats présents dans le village étaient des Géorgiens de l'Ost-Bataillon 798. En août 1944 après la libération de Vannes (le 4) le village fut libéré sans combat par les troupes américaines, les Allemands ayant évacué la zone pour se retrancher dans la poche de Lorient.

## Politique et administration

### Liste des maires
| Période                                  | Période      | Identité             | Étiquette | Qualité |
| ---------------------------------------- | ------------ | -------------------- | --------- | --- |
| 1803                                     | 1830         | François Pierre      |           | |
| 1830                                     | 1848         | Marin Luco           |           | |
| 1848                                     | 1871         | Mathurin Le Joubioux |           | |
| 1871                                     | 1876         | Pierre Largement     |           | |
| 1876                                     | 1878         | Louis Le Boulicaut   |           | |
| 1878                                     | 1883         | Joseph Le Blay       |           | |
| 1883                                     | 1892         | Mathurin Le Joubioux |           | |
| 1892                                     | 1919         | Guyot de Salins      |           | |
| 1919                                     | 1933         | Mathurin Onillon     |           | |
| 1933                                     | 1934         | Louis Renard         |           | |
| 1934                                     | 1940         | Pierre Luco          |           | |
| 1940                                     |              | Joseph Le Boulaire   |           | |
|                                          |              | Auguste Paul         |           | |
|                                          | 1945         | Marcel Bourlier      |           | |
| 1945                                     | 1953         | Vincent Le Bodo      |           | |
| 1953                                     | 1959         | Jean Le Roux         |           | |
| 1959                                     | 1978 (décès) | Jean-Baptiste Paul   |           | |
| juin 1978                                | 1995         | Joseph Cavalin       |           | lieutenant-colonel dans la cavalerie |
| 1995                                     | 2014         | Josiane Boyce        | UMP       | Gestionnaire d'entreprise Suppléante du député François Goulard (2002-2004) - députée du Morbihan (2004-2007) Vice-présidente de Vannes Agglomération (2008-2014) |
| 2014                                     | 23 mai 2020  | Loïc Lebert          | SE        | Collaborateur d'architecte |
| 23 mai 2020                              | En cours     | Guy Derbois          | SE        | Ancien cadre informatique Formateur Ancien officier sapeur pompier volontaire                                                                                     |
| Les données manquantes sont à compléter. |              |                      |           | |

### Tendance politique et résultats
La commune du Hézo affiche une tendance plutôt socialiste dans ses votes, lors des élections présidentielles de 2012 sur 622 inscrits 525 ont voté, il n'y a eu que 16 % d'abstention et les résultats donnèrent François Hollande gagnant avec 54,55 % des suffrages au second tour et 30 % lors du premier tour.

### Démographie
L'évolution du nombre d'habitants est connue à travers les recensements de la population effectués dans la commune depuis 1793. Pour les communes de moins de 10 000 habitants, une enquête de recensement portant sur toute la population est réalisée tous les cinq ans, les populations de référence des années intermédiaires étant quant à elles estimées par interpolation ou extrapolation. Pour la commune, le premier recensement exhaustif entrant dans le cadre du nouveau dispositif a été réalisé en 2008.

En 2022, la commune comptait 898 habitants, en évolution de +12,53 % par rapport à 2016 (Morbihan : +3,82 %, France hors Mayotte : +2,11 %).
| 1793 | 1800 | 1806 | 1821 | 1831 | 1836 | 1841 | 1846 | 1851 |
| ---- | ---- | ---- | ---- | ---- | ---- | ---- | ---- | ---- |
| 140  | 291  | 276  | 308  | 302  | 358  | 425  | 341  | 379  |

| 1856 | 1861 | 1866 | 1872 | 1876 | 1881 | 1886 | 1891 | 1896 |
| ---- | ---- | ---- | ---- | ---- | ---- | ---- | ---- | ---- |
| 359  | 356  | 358  | 352  | 373  | 353  | 336  | 369  | 364  |

| 1901 | 1906 | 1911 | 1921 | 1926 | 1931 | 1936 | 1946 | 1954 |
| ---- | ---- | ---- | ---- | ---- | ---- | ---- | ---- | ---- |
| 355  | 331  | 385  | 294  | 317  | 300  | 273  | 263  | 241  |

| 1962 | 1968 | 1975 | 1982 | 1990 | 1999 | 2006 | 2008 | 2013 |
| ---- | ---- | ---- | ---- | ---- | ---- | ---- | ---- | ---- |
| 241  | 250  | 277  | 332  | 408  | 550  | 660  | 692  | 759  |

| 2018 | 2022 | - | - | - | - | - | - | - |
| ---- | ---- | - | - | - | - | - | - | - |
| 829  | 898  | - | - | - | - | - | - | - |

### Enseignement
L'école de la commune du Hézo est l'école publique Vert-Marine située Allée de la Roselière 56450 Le Hézo. 8 enseignantes encadrent les 77 élèves répartis de la façon suivante : 32 en classe de maternelle, 19 pour la classe de CP-CE1 et 26 pour la classe de CE2-CM1-CM2 sur 3 classes pour les 3 cycles du primaire (année 2020-2021). Pour la cantine, les repas sont confectionnés et livrés par le restaurant scolaire de la commune de Surzur. Celui ci assure assure 50% de BIO, BBC et/ou circuit court.

#### Enseignements scolaires
L'enseignement scolaire est le programme de l’Éducation Nationale Française, la nouveauté étant les TAP (Temps d'Activité Périscolaire), organisés par la Mairie ils sont effectués le lundi et le vendredi de 15h à 16h30. Les activités proposées sont nombreuses et variées (sport, théâtre, jardinage, découverte, etc.). L'amical laïque du Hézo récolte les fonds pour organiser les voyages scolaires qui ont lieu chaque année.

### Typologie
Au 1er janvier 2024, Le Hézo est catégorisée bourg rural, selon la nouvelle grille communale de densité à sept niveaux définie par l'Insee en 2022.
Elle est située hors unité urbaine. Par ailleurs la commune fait partie de l'aire d'attraction de Vannes, dont elle est une commune de la couronne,. Cette aire, qui regroupe 47 communes, est catégorisée dans les aires de 50 000 à moins de 200 000 habitants,.
La commune, bordée par l'océan Atlantique, est également une commune littorale au sens de la loi du 3 janvier 1986, dite loi littoral. Des dispositions spécifiques d’urbanisme s’y appliquent dès lors afin de préserver les espaces naturels, les sites, les paysages et l’équilibre écologique du littoral, tel le principe d'inconstructibilité, en dehors des espaces urbanisés, sur la bande littorale des 100 mètres, ou plus si le plan local d’urbanisme le prévoit.

### Occupation des sols
L'occupation des sols de la commune, telle qu'elle ressort de la base de données européenne d’occupation biophysique des sols Corine Land Cover (CLC), est marquée par l'importance des territoires agricoles (82,1 % en 2018), en diminution par rapport à 1990 (85,2 %). La répartition détaillée en 2018 est la suivante : 
zones agricoles hétérogènes (52,1 %), prairies (15,9 %), terres arables (14 %), zones urbanisées (11,5 %), forêts (4,7 %), zones humides côtières (1,7 %). L'évolution de l’occupation des sols de la commune et de ses infrastructures peut être observée sur les différentes représentations cartographiques du territoire : la carte de Cassini (XVIIIe siècle), la carte d'état-major (1820-1866) et les cartes ou photos aériennes de l'IGN pour la période actuelle (1950 à aujourd'hui).

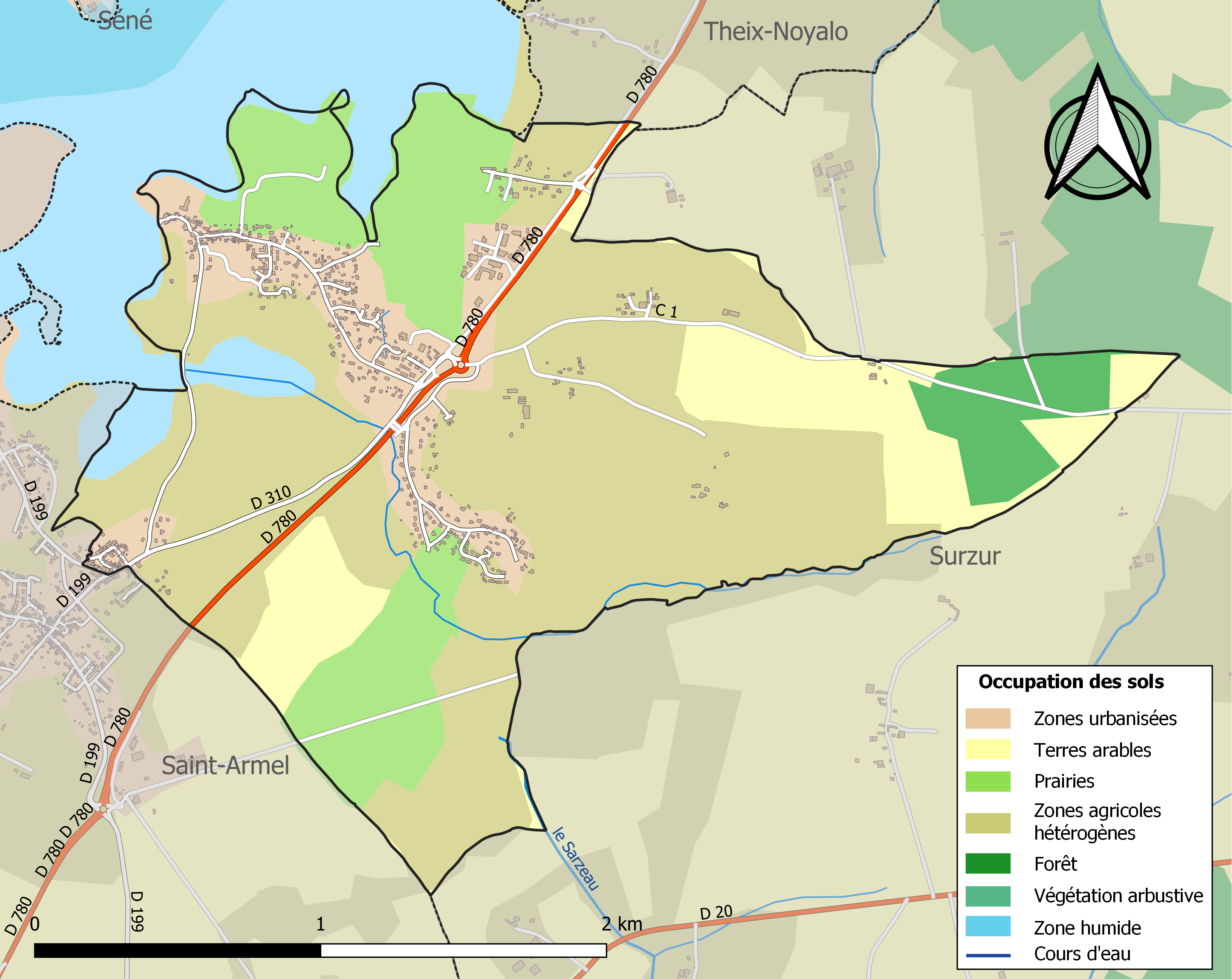
Carte des infrastructures et de l'occupation des sols de la commune en 2018 (CLC).

## Économie

### Emploi

#### Entreprises et commerces
- Zone artisanale de Kerfontaine.

## Culture et patrimoine

### Langue bretonne
La Langue bretonne ne fait pas l'objet d'un enseignement spécifique dans l'école de la commune.

### Lieux et monuments
- Église paroissiale Saint-Vincent, XIXe siècle ;
- Le musée du cidre[22] retrace l'activité cidricole, de l'origine de la culture de la pomme à la distillation en passant par le broyage, le pressurage, et toutes les étapes de la fabrication du cidre.
- Le marais de La Villeneuve.
- Manoir de la Cour
- Chapelle du prieuré du Hézo, désaffectée
- Manoir de Brionel, reconstruit en 1970. Il est inscrit à l'inventaire général du patrimoine culturel[23].

### Manifestations culturelles et festivités
Fête de l'école communale au mois de juin,
Depuis 2001 se tiennent des championnats du  Monde de "Sabot de planche", ils ont lieu régulièrement lors de la Semaine du Golfe, cette discipline est une spécialité Hézotine
Soirées spectacles musicale et théâtrale faites par les enfants de l'école communale et organisée par l'association le Hézo Loisir à la salle de l'Estran.

### Héraldique
|  | Les armoiries de Le Hézo se blasonnent ainsi : Taillé d’argent à six mouchetures d’hermine de sable, trois, deux et un, et d’azur à une aigrette posée sur un îlot planté de jonc mouvant de la pointe, le tout d’argent ; à la barre crénelée de quatre pièces d’or brochante sur la partition. Conc. J.C. Renaud. |